# ぐんまみらい信用組合
ぐんまみらい信用組合（ぐんまみらいしんようくみあい）は、群馬県高崎市に本店を置く信用組合である。群馬県全域と群馬県に隣接する埼玉県児玉郡の2町（神川町、上里町）を営業エリアとし、36店舗を展開する。かみつけ信用組合と東群馬信用組合の合併により誕生した、

## 沿革
- 2012年11月26日 - かみつけ信用組合（本店：高崎市）と東群馬信用組合（本店：伊勢崎市）が合併し、「ぐんまみらい信用組合」となる。
- 2020年4月6日 - 遺言代用信託商品の販売開始[3]。